# ドメニコ・ツィポーリ
ドメニコ・ツィーポリ（Domenico Zipoli, 1688年10月17日 – 1726年1月2日）はイタリア後期バロック音楽の作曲家・オルガニストならびにイエズス会の宣教師。植民地時代の新大陸を冒険したヨーロッパの作曲家としては最も有名で、当時の洗練されたイタリア音楽を新世界にもたらした。
トスカーナ大公国はプラートの出身。1707年からフィレンツェに学び、トスカーナ大公コジモ3世の庇護の下に、おそらくジョヴァン・マリア・カシーニに師事。ごく短期間にナポリでアレッサンドロ・スカルラッティにも師事した後、ボローニャでも学んでいる。1709年に束の間ローマで、どうやらベルナルド・パスクィーニの指導を受けたらしい。その後もローマにとどまり、さまざまな役職に就く。中でも最も重要なのは、イエズス会本部、ジェズ教会の教会オルガニストの仕事であった。
1716年7月1日にイエズス会士に加わってセビリャに行き、そのまま属州パラグアイに向かう。翌1717年は1年間かけて南米各地を訪問し、アルゼンチンのコルドバに落ち着いた。司祭への叙階の準備期間として同地で神学と哲学を修めるが、司教が叙階式に向けてコルドバに着くより先に、ツィーポリは正体不明の感染症に倒れて逝去する。
ツィーポリの音楽は、同僚のイエズス会士によって高く評価され続け、その後の南米の教会音楽のあり方に決定的な影響を及ぼした。こんにちなおツィーポリは、鍵盤楽器の作曲家として著名であり続けている。主要な作品は、イタリア時代に作曲された曲集『オルガンとチェンバロのためのソナタ "Sonate d'Intavolatura per organo e cimbalo" 』（1716年ローマ出版、1959年タリアヴィーニ校訂版はハイデルベルクにて出版）である。
ごく最近になって、南米時代の教会音楽がいくつかボリビアのチキートスで発見された。ミサ曲と詩篇歌唱が2曲ずつ、入祭文が3曲、テ・デウムが1曲などである。1784年にボリビアのポトシで筆写され、スクレに伝承されたミサ曲の譜面は、ほかの2曲のミサとともに地方で編集されたものらしい。
舞台音楽はほとんど散逸してしまったが、2つのオラトリオと3つのオラトリオの断片が含まれている。ツィーポリ作と見なされてきた宣教オペラ『聖イグナチオ・デ・ロヨラ』の3つの部分は、地方の史料にまじってほぼ完全な姿で保存されており、マルティン・シュミートによって実用版にまとめられた。